# Буос, Хьерсти
Хьерсти Эстгор Буос (норв. Kjersti Østgård Buaas; род. 5 января 1982 года, Тронхейм, Норвегия) — норвежская сноубордистка. Выступает в хаф-пафпе и слоупстайле.
- Бронзовый призёр Олимпийских игр в хафпайпе (2006);
- Бронзовый призёр X-Games 2012 в слоупстайле;
- Чемпионка мира среди юниоров в хафпайпе (2001);
- Серебряный призёр чемпионата мира по сноуборду среди юниров в хафпайпе;
- Обладательница Кубка мира по сноуборду в слоупстайле 2012/2013;
- Победительница и призёр этапов Кубка мира.